# 戸塚学
戸塚 学（とづか がく、1966年 - ）は、愛知県出身の写真家。
高校3年生の時写真に興味を持ち、幼少の頃から好きだった自然風景や野生の生き物を被写体として撮影をする。20歳の時、アカゲラを偶然撮影できたことから、野鳥の撮影にのめり込む。現在は野鳥にとどまらず、生き物を含めた環境の撮影を進行中。
作品は雑誌、機関紙、書籍、カレンダー、コマーシャルなどに多数発表。日本野鳥の会会員。西三河野鳥の会会員。NPO法人希少生物研究会会員。日本自然科学写真協会(SSP)会員。

## 著書
- コアホウドリはかぜとともだち（親と子の写真絵本・ポプラ社） 2002年 ISBN 9784591073506
- 俳句と詩歌であるく鳥のくに（文一総合出版）2008年 ISBN 978-4829901281
- ヤンバルクイナ・アガチャーの唄（そうえんしゃ・写真のえほん 5） 2008年 ISBN 9784882643241
- 鳥たちは今日も元気に生きてます!（BIRDERスペシャル・文一総合出版） 2008年 ISBN 9784829901830
- 里山の野鳥ハンドブック（NHK出版）2011年 ISBN 978-4140113004
- デジタルカメラ野鳥撮影術（アストロアーツ・撮影ムック）2012年 ISBN 978-4-04-886390-2
- 身近な野鳥観察ガイド（文一総合出版）2012年 ISBN 978-4-8299-7200-7
- デジタルカメラ超・動物撮影術 プロに学ぶ作例・機材・テクニック (アスキームック) 2014/12/16 ISBN 978-4048693264
- プロはこう使う。 キヤノン EOS 7D Mark II (インプレスムック) 2015/2/14 ISBN 978-4844337522
- デジタルカメラ野鳥撮影術 完全新版 プロに学ぶ作例・機材・テクニック (アスキームック) 2015/3/14 ISBN 978-4048693998
- プロから学ぶシャッター表現マニュアル (玄光社MOOK) 2016/4/22 ISBN 978-4768307212
- 三脚&ストロボ&フィルター [選び方・使い方] 完全ガイドブック (かんたんフォトLife) 2017/10/18 ISBN 978-4774192611
- 今すぐ使えるかんたんmini 野鳥撮影 魅力を引き出す 基本&応用ハンドブック（MOSH books) 2017/11/14 ISBN 978-4774193571
- らいちょうころころ—立山室堂のライチョウ親子 （文一総合出版）2018/2/8 ISBN 978-4829979129
- 生き物の決定的瞬間を撮る—野鳥・昆虫・哺乳類・魚類・植物の撮影テクニック (自然写真の教科書2) (文一総合出版）ISBN 978-4829972236
- 自然写真の平成30年とフォトグラファー: 進化するネイチャーフォト (小学館）ISBN 978-4096822678
- キヤノンEOS Rスーパーブック (Gakken Camera Mook) 2018/11/30 ISBN 978-4056114355
- 街・野山・水辺で見かける 野鳥図鑑 （日本文芸社）2019/5/18 ISBN 978-4537216851
- キヤノンEOS R5/R6完全ガイド（インプレスムック)　2020/9/29　ISBN 978-4295010265
- 日本野鳥の会のとっておきの野鳥の授業　2021/12/1 ISBN 978-4635063098
- お山のライチョウ (偕成社）2022/7/6　ISBN 978-4033337302